# Аль-Шамахи, Элла
Элла Аль-Шамахи (англ. Ella Al-Shamahi, араб. آلاء الشماحي‎; родилась в 1983 или 1984) — британская исследовательница, палеоантрополог и эволюционный биолог. Специализируется на изучении неандертальцев. Участница археологических экспедиций в горячие точки вроде йеменского острова Сокотра или Иракского Курдистана. Выступает с лекциями и стендап-комедией, была ведущей и продюсером ряда телепрограмм, в том числе «Неандертальцы: знакомьтесь с вашими предками» (Neanderthals: Meet Your Ancestors) на канале BBC2.

## Биография
Аль-Шамахи — арабка по происхождению, имеет йеменские и сирийские корни, но выросла в Бирмингеме (Великобритания). Получила степень Имперского колледжа Лондона и в настоящее время работает над докторской диссертацией на кафедре антропологии Университетского колледжа Лондона.
В 2015 году она была названа «Перспективным исследователем» (Emerging Explorer) по версии National Geographic. Является попечителем Международной ассоциации по изучению Аравии, содействующей исследованиям, связанным с культурным и природным наследием Аравийского полуострова.
Аль-Шамахи вышла замуж в 21-летнем возрасте и жила в Суррее; её брак продлился пять лет.

## Экспедиции
Аль-Шамахи специализируется на поиске палеолитических окаменелостей в пещерах на охваченных политической нестабильностью или военными действиями территориях, таких как Сирия, Ирак, Нагорный Карабах и Йемен. В выступлении на TED Аль-Шамахи описывает свою разведывательную экспедицию на йеменский остров Сокотру. Экспедиция финансировалась фондом MBI Al Jaber Foundation в рамках постоянной поддержки наследия Йемена. Ей запретили выезжать на материковую часть Йемена, поскольку эта территория была бесполётной зоной, но она обнаружила, что остров относительно безопасен. Однако ей нужно было найти способ добраться до острова. В начале 2018 года её команда отправилась на грузовом судне с цементом через Индийский океан, где рисковала столкнуться с сомалийскими пиратами, и через три дня достигла Сокотры. Помимо Аль-Шамахи, в команду входили Рис Туэйтс-Джонс, Мартин Эдстрём и Леон Маккаррон.

## Телевизионные программы

### «Неандертальцы: Познакомьтесь со своими предками» (2018)
В 2018 году Аль-Шамахи представил программу для канала BBC Two «Неандертальцы: познакомьтесь со своими предками», в которой представила внешний вид и способ жизни неандертальских архаичных людей в мире ледникового периода, в том числе то, что вопреки стереотипам на самом деле они были быстрее, умнее, красивее и гораздо более похожи на нас, чем когда-либо считлось. Она работала над программой вместе с Энди Серкисом.

### «Горизонт — Биологические часы тела» (2019)
В 2019 году Аль-Шамахи представил эпизод для Horizon под названием «Часы тела: что заставляет нас тикать?» (Body Clock: What Makes Us Tick?), В котором подопытный был заперт в подземном бункере на 10 дней.

### «Тайна джунглей: Затерянные царства Амазонки» (2020)
В 2020 году Аль-Шамахи представил на канале Channel 4 документальный фильм «Тайны джунглей: Затерянные королевства Амазонки» (Jungle Mystery: Lost Kingdoms of the Amazon), в котором рассматриваются различные аспекты жизни современных и древних коренных общин и племён Амазонки.
Во второй из трёх серий сериала она рассказывает об открытии в тропических лесах Амазонки одной из крупнейших в мире коллекций доисторического наскального искусства. Оно было обнаружено в регионе Серрания-де-ла-Линдоса в Колумбии, где были найдены и другие наскальные рисунки.

### «Водопой» (2020)
В 2020 году Аль-Шамахи и известный натуралист Крис Пэкхем представили документальный фильм BBC Two, посвящённый водопою в заповеднике дикой природы Мвиба на севере Танзании. Водопой был специально создан для того, чтобы можно было снимать крупным планом жизнь некоторых из самых знаковых животных Африки.

### «Тутанхамон: Секреты гробницы» (2022)
В 2022 году Аль-Шамахи представил на канале Channel 4 документальный фильм «Тутанхамон: Секреты гробницы» (Tutankhamun: Secrets of the Tomb, также упоминается как «Ядовитая гробница Тутанхамона», Tut’s Toxic Tomb). Двухсерийный сериал исследует «проклятие гробницы египетского фараона» — в частности, может ли эта легенда иметь под собой какую-либо научную основу.

### «Что убило кита?» (2022)
В 2022 году Аль-Шамахи представила документальный фильм-расследование по заказу Channel 4 «Что убило кита?» (What Killed the Whale?). Каждый год огромное количество китообразных выбрасывается на пляжи и погибает. Аль-Шамахи вместе с ведущими передовыми научными организациями Великобритании расследовали причины кризиса — в какой степени он обусловлен загрязнением, рыболовством и другими видами деятельности человека?

### «Человек»
В январе 2024 года BBC заказала Human — предстоящий пятисерийный научный сериал, представленный Al-Shamahi и показанный на BBC2 .

## Другие выступления
В 2019 году Аль-Шамахи выступила с докладом на конференции TED, рассказав о своей экспедиции на йеменский остров Сокотра. Это одно из самых биологически разнообразных мест на Земле, и она призывает ученых исследовать нестабильные регионы, которые могут стать местом невероятных открытий.
В свободное время Аль-Шамахи занимается стендап-комедией и дала несколько концертов на Эдинбургском фестивале Fringe. Аль-Шамахи считает комедию своей стратегией преодоления трудностей и способом объяснить запутанные стороны научной работы для неспециалистов.

## Книги
В 2021 году вышла книга Аль-Шамахи «Рукопожатие: захватывающая история» (The Handshake: A Gripping History). В ней представлен исторический обзор человеческого ритуала рукопожатия с момента его зарождения (не менее семи миллионов лет назад) вплоть до его внезапного исчезновения в марте 2020 года из-за пандемии COVID-19. Один из рецензентов назвал книгу «невероятно ярким, всеобъемлющим и расширяющим горизонт исследованием, рассматривающим этот древнейший из человеческих жестов с множества точек зрения».